# Madonna di San Martino
La Madonna di San Martino est une peinture a tempera et fond d'or sur panneau de 162 × 125 cm attribuée à un peintre anonyme définit, par Roberto Longhi en 1948, par le nom de Maestro di San Martino. Daté d'entre 1270 et 1280, l'œuvre est conservée au  Musée national San Matteo de Pise, dans la salle des grands crucifix de procession.

## Histoire
L'œuvre provient de l'église San Martino de Pise.
Initialement attribuée au XIXe siècle à Cimabue elle est définie  comme l'œuvre d'un maître anonyme par Roberto Longhi en 1948, le Maestro di San Martino,  qui serait  maintenant reconnu comme étant Ugolino di Tedice.
La restauration, en 2022, de la Maestà de Cimabue (conservée au musée du Louvre) a permis de déterminer que le tableau du Maître de San Martino est une réinterprétation du groupe de la Vierge et de l’Enfant Jésus.

## Description
Le panneau central montre une Vierge à l'Enfant trônant surmonté de deux anges.
Des scènes de la Vie de la Vierge (six de chaque côté) entourent latéralement le panneau central : 
- Annunciazione dell'Angelo a Maria
- Gioacchino scacciato dal Tempio
- Gioacchino esce dalla città di Gerusalemme
- Annuncio a sant'Anna e incredulità
- Annuncio dell'angelo a Gioacchino
- Sacrificio di Gioacchino
- Sogno di Gioacchino
- Gioacchino tra i pastori
- Angelo che dice a sant'Anna di andare incontro a Gioacchino e incontro alla Porta d'Oro
- Natività della Vergine
- Presentazione della Vergine al Tempio
- Santi Pietro, Paolo, Giovanni evangelista e Giovanni Battista.

Au pied du panneau central, sous l'arcade de la base du trône, se trouve la scène qui donne son nom à l'œuvre dédiée à saint Martin  destinée à l'église éponyme :
- San Martino che dona il mantello al povero.